# Любимова, Серафима Тимофеевна
Серафима Тимофеевна Любимова (1898—1970) — советский государственный и партийный деятель. В 1928—1929 председатель Калужского губисполкома.

## Биография
Родилась в Саранске Пензенской губернии. Дочь чиновника. Окончила гимназию. 1 год училась на юридическом отделении Саратовского университета.
В партии с 1919. Работала в редакции, занималась журналистикой.
- В 1920—1922 — зав. женотделом Саратовского губкома.
- С начала 1922 г. на работе в аппарате женотдела ЦК РКП(б).
- В сентябре 1923—1924 — зав. женотделом ЦК КП(б) Туркестана.
- Ноябрь 1924 — 11.1926 — зав. женским отделом СредАзбюро ЦК ВКП(б).
- В 1926—1928 руководитель восточной группы Женского отдела ЦК ВКП(б).
- С 1928 по апрель 1929 председатель Исполнительного комитета Калужского губернского Совета.
- с 15.04 по 27.05 1929 — председатель оргинструкторского отдела Президиума Моссовета
- с 27.05 по 14.10 1929 — зав.орготделом Мособлисполкома и Моссовета
- 14.10.29 — 25.02.31 — зав. Отделом народного образования Мособлисполкома и Моссовета

Затем на других ответственных должностях. Перед выходом на пенсию работала директором Дома детской книги в Москве.
На XV Всероссийском съезде Советов рабочих, крестьянских и красноармейских депутатов (26.02-05.03.1931) избиралась членом ВЦИК.
Умерла в Москве, Похоронена на Новодевичьем кладбище
Автор и соавтор книг:
- Светлый путь. КПСС — борец за свободу, равноправие и счастье женщины. Е. И. Бочкарева, С. Т. Любимова. — Москва : Политиздат, 1967. — 239 с., [12] л. ил. ; 17 см. — 50000 экз.. — (В пер.)
- СССР. Союз национальностей / С. Любимова. 1930 м-л гос.изд-во
- Любимова, Серафима Тимофеевна. В первые годы. М.: Политиздат, 1958
- Во имя победы / Серафима Тимофеевна Любимова, Мария Григорьевна Рыбченкова. Москва: Московский рабочий, 1947.